# Stiv Bators
Stiv Bators, eigentlich Steven John Bator (* 22. Oktober 1949 in Youngstown, Ohio; † 3. Juni 1990 in Paris), war ein amerikanischer Musiker, Schauspieler und Songwriter. Bekannt wurde er als Frontmann der Bands The Dead Boys und The Lords of the New Church sowie als Solist.

## Biografie
Stiv Bators begann zuerst mit Garagenrock in Youngstown in den 1970er Jahren. Er war begeistert von Iggy Pop und bewegte sich ähnlich ungezügelt auf der Bühne. Bators schloss sich 1977 zunächst in Cleveland der Gruppe „Frankenstein“ an, die sich kurz darauf Dead Boys nannte.
Er lernte die Ramones kennen, als diese in Ohio gastierten. Durch deren Einfluss in der New Yorker Szene, bekamen die Dead Boys die Chance sich im CBGB dem Punkpublikum vorzustellen. Durch Bators Furore machende Shows und durch seine außergewöhnliche Erscheinung, konnte sich die Band schnell einen Namen in der gerade entstandenen Punkszene machen.
Nach dem Ende der Dead Boys startete Bators, der inzwischen nach Los Angeles umgezogen war, zunächst eine Solokarriere mit dem Album Disconnected. Er mischte darin Punk mit Popmusik. Die Arbeit als Solist befriedigte ihn aber nur kurzzeitig, und so gründete er bereits Ende des Jahres zusammen mit dem Gitarristen Dave Parsons, dem Schlagzeuger Rick Goldstein und dem Bassisten Dave Tregunna, alles ehemalige Mitglieder von Sham 69, die Gruppe The Wanderers. Die Band brachte nur eine einzige Platte heraus, das Konzeptalbum Only Lovers Left Alive, bei dem es um das Thema Schizophrenie ging.
1981 machte Bators einen Ausflug in die Filmbranche und spielte eine kleine Rolle in der Filmkomödie Polyester von John Waters. Danach probte er zunächst mit Brian James, der gerade The Damned verlassen hatte, dem Ex-Generation X Bassisten Tony James und Terry Chimes, dem ehemaligen Schlagzeuger von The Clash, etwas später mit Musikern, die ehemals von The Damned und Sham 69 kamen. Dies immer mit dem Ziel vor Augen, eine neue „Punk-Super-Gruppe“ zu gründen. Schließlich entstand die Band The Lords of the New Church, in der Bators von 1981 bis 1989 Sänger war.
Zwischendurch arbeitete er 1985 mit dem Sänger der Gruppe Hanoi Rocks, Michael Monroe zusammen. Die beiden erweckten alleine durch ihr äußerliches Erscheinungsbild Aufsehen. Bators mit langem schwarzgefärbtem Haar und Monroe mit platinblonder zotteliger Mähne, beide ganz in schwarzem Leder gekleidet, nannten sie sich „The Glimmer Twins“.
1988 tauchte Bators im Film Tapeheads auf.
Es gab ein paar Livekonzerte mit den Dead Boys, die ein Comeback versuchten. Bators zog nach Paris um und nahm, kurz vor seinem Tod, The Last Race in den Studios von EMI auf. Das Album wurde mit Johnny Thunders, Kris Dollimore von The Godfathers und Vom Ritchie eingespielt. Dee Dee Ramone und Neal X von Sigue Sigue Sputnik waren zunächst auch beteiligt. Es gab jedoch Streitigkeiten und die beiden reisten unverrichteter Dinge vorzeitig ab.
Am 3. Juni 1990 wurde Bators beim Überqueren der Straße in Paris von einem Auto angefahren. Man brachte ihn auf die Unfallstation ins Krankenhaus, wo er augenscheinlich nur leicht verletzt längere Zeit warten musste. Bevor ihn ein Arzt untersuchen konnte, ging er nach Hause, dort starb er im Schlaf an den Folgen eines Schädel-Hirn-Traumas.

## Diskografie

### The Dead Boys
- 1977 Young, Loud and Snotty
- 1978 We Have Come for Your Children

### The Wanderers
- siehe The Wanderers (Band)#Diskografie

### The Lords of The New Church
- 1982 The Lords of the New Church
- 1983 Is Nothing Sacred?
- 1984 The Method to Our Madness

### Als Solist
- 1980 Disconnected
- 1983 The Church and the New Creatures
- 1997 The Last Race